# Jack Christiansen
John LeRoy "Jack" Christiansen, född 20 december 1928 i Sublette i Kansas, död 29 juni 1986 i Stanford i Kalifornien, var en amerikansk utövare och tränare av amerikansk fotboll, som spelade för Detroit Lions i NFL mellan 1951 och 1958. Med Lions tog han tre mästerskapsvinster: 1952, 1953 och 1957. Innan dess spelade han collegefotboll för Colorado A&M. På collegenivå utövade han dessutom friidrott och spelade baseboll. Christiansen var chefstränare för San Francisco 49ers 1963–1967.
1970 valdes Christiansen in i Pro Football Hall of Fame.